# Płaucza Wielka
Płaucza Wielka – wieś na Ukrainie w rejonie tarnopolskim należącym do obwodu tarnopolskiego. 
W II Rzeczypospolitej miejscowość w powiecie brzeżańskim województwa tarnopolskiego.
W napadzie w nocy z 30 na 31 marca 1944 r. nacjonaliści ukraińscy z OUN-UPA zamordowali 106 Polaków i 6 Ukraińców, którzy ukrywali Polaków lub których współmałżonkowie byli Polakami.